# بليك شيلتون
بليك شيلتون (بالإنجليزية: Blake Shelton) (و. 1976  م) هو موسيقي، ومغني، وكاتب أغاني، وعازف قيثارة أمريكي، ولد في أدا.

## وصلات خارجية
- بليك شيلتون على موقع IMDb (الإنجليزية)
- بليك شيلتون على موقع الموسوعة البريطانية (الإنجليزية)
- بليك شيلتون على موقع ميوزك برينز (الإنجليزية)
- بليك شيلتون على موقع رولينغ ستون (الإنجليزية)
- بليك شيلتون على موقع إن إن دي بي (الإنجليزية)
- بليك شيلتون على موقع أول ميوزيك (الإنجليزية)
- بليك شيلتون على موقع ديسكوغز (الإنجليزية)
- بليك شيلتون على موقع قاعدة بيانات الفيلم (الإنجليزية)
- بليك شيلتون في قاعدة بيانات الأفلام على الإنترنت